# Xã Walnut Creek, Quận Macon, Missouri
Xã Walnut Creek (tiếng Anh: Walnut Creek Township) là một xã thuộc quận Macon, tiểu bang Missouri, Hoa Kỳ. Năm 2010, dân số của xã này là 211 người.